# Искрен Веселинов
Искрен Василев Веселинов е български писател, поет и политик от ВМРО, народен представител от парламентарната група на Обединени патриоти в XLIV народно събрание. Ръководител на Центъра за демографска политика.

## Биография
Веселинов е роден на 14 март 1972 г. в град Русе. Висшето си образование завършва през 1996 г. в УАСГ, София, специалност „Промишлено и гражданско строителство“. Работи като организатор на ВМРО-БНД за Русе, Разград, Търговище и Силистра, както и като експерт по административни дейности и районно обслужване в частния сектор. Дългогодишен лидер на ВМРО в Русе, член на НИК на партията, а впоследствие и заместник-председател на ВМРО.
От октомври 1999 г. е директор на Областното пътно управление - Русе. От 1999 г. до 2014 г. е общински съветник в русенския Общински съвет, като е избиран от листите на ВМРО. Първоначално е председател на постоянната комисия по комунални дейности към съвета. Става председател на Общински съвет – Русе от 28 ноември 2003 до 8 октомври 2009 г.
Кандидат за кмет на Русе през 2011 г. от коалицията „Синята коалиция + ВМРО“, когато получава втори резултат и на балотажа с 45 % от гласовете отстъпва на кандидата на ГЕРБ Пламен Стоилов. На местните избори през 2015 г. отново е кандидат за кмет от местната коалиция „Патриотите – ВМРО“ и получава отново втори резултат след преизбрания кмет Пламен Стоилов.
На парламентарните избори през 2014 г. е избран за народен представител от коалицията Патриотичен фронт. Председател на Комисията за наблюдение на дейността на Държавната комисия за енергийно и водно регулиране в XLIII народно събрание.